# Eduard Hořovský
Ing. Eduard Hořovský (22. října 1831 Příbram – 25. února 1898 Vídeň) byl český báňský odborník a c. k. horní rada.

## Život
Ing. Eduard Hořovský se narodil v Příbrami v rodině s hornickou tradicí. Děd, otec i strýc byli absolventy báňské akademie v Banské Štiavnici. V letech 1842–1850 absolvoval Akademické gymnázium v Praze, poté nastoupil studium na báňskou akademii v Banské Štiavnici, avšak studium ukončil v roce 1854 na montanistickém učilišti v Příbrami a stal se c. k. horním praktikantem. Krátký čas působil na Žacléřsku, než v roce 1856 nastoupil do služeb společnosti Severní dráhy císaře Ferdinanda jako závodní dolu Hermenegild (důl Zárubek), kde mj. vedl hloubení jam dolů Vilém a Hermenegild.
V roce 1868 přijal nabídku Ignáce Vondráčka a nastoupil jako horní inženýr do Doubravsko-orlovské společnosti, v roce 1870 jako vrchní inženýr. V 1873 byl pověřen funkcí ředitele společnosti a v ní setrval až do odchodu z činné služby. Během tohoto období nechal vybudovat Důl Žofie v Orlové (1871–1873), modernizoval Hlavní jámu a doubravské doly Bettina a Eleonora, v roce 1890 nechal postavit důl Nová jáma v Lazích (dnes Orlová Lazy). Prosazoval elektrifikaci v dolech, užívání bezpečnostních lamp a nových bezpečnostních zařízení. Jako první zavedl novou dobývací metodu tzv. stěnování. Jeho zásluhou přicházeli na Karvinsko odborníci, inženýři a dozorci, hlavně z Příbramska. V roce 1895 se stal členem vládní komise pro řešení stížností horníků u ostravsko-karvinského revíru. V době studií v Praze navštěvoval přednášky F. L Čelakovského a stejně jako on byl ctitelem ruštiny a zastáncem všeslovanských idejí. To se také odrazilo v jeho literární a kulturní tvorbě a společenském životě. Odchodem z aktivní činnosti v roce 1895 se přestěhoval do Vídně a tam také zemřel.
V Doubravě (u Karviné) bydlel horní rada Ing. E. Hořovský v Úřednické kolonii v domě č. 226. V roce 1925 byla jeho osobě věnována pamětní deska na bludném balvanu, který stál na betonovém podstavci v zahradě tohoto domu. Bludný balvan  červené barvy byl nalezen v roce 1920 v Doubravské cihelně. Bludný balvan s pamětní deskou byl zničen 10. října 1938 při okupaci polským vojskem.

### Společenský život
Inicioval zavedení české závodní školy v Doubravě (u Karviné) v roce 1872. Byl členem České matice technické od roku 1897.

### Publikační činnost
Svým nákladem vydal v roce 1876 odbornou publikaci v češtině O způsobu dobývání kamenného uhlí, za toto dílo obdržel titul c. k. horní rada.
V roce 1890 vydal Německo-česko-ruský hornický a hutnický slovník, opět svým nákladem.